# Arroyo Barranco de Pelotas
El arroyo Barranco de Pelotas es un pequeño curso de agua uruguayo ubicado en el departamento de Rocha perteneciente a la cuenca hidrográfica de la laguna Merín.
Nace en la cuchilla de la Carbonera y desemboca en la laguna Merín tras recorrer alrededor de 57 km.
Sus aguas son usadas para inundar arrozales.
- Datos: Q5705514